# محمد أباد (فورغ)
محمد أباد (بالفارسية: محمدآباد، فورگ) هي منطقة سكنية تقع في إيران في فارس. يقدر عدد سكانها بـ 442 نسمة .